# Stanisław Baczyński

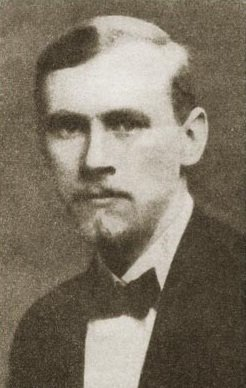
Stanisław Baczyński

Stanisław Baczyński, mit Pseudonym Adam Kersten (* 5. Mai 1890 in Lemberg; † 27. August 1939 in Warschau), war ein polnischer Schriftsteller, Literaturkritiker, Publizist und Literaturhistoriker, Sozialist, Soldat der Polnischen Legionen und Armeeoffizier.

## Leben
Baczyński besuchte das Gymnasium in Lemberg und war während seiner Schulzeit Mitglied der sozialistischen Untergrundorganisation Promień. Mit einigen politischen Immigranten aus dem Königreich Polen gab er im Untergrund ab 1909 eine Zeitschrift mit anarchosyndikalistischen Tendenzen heraus. Nach seiner Schulbildung studierte er Philosophie und Polonistik an der Universität Lemberg. Seine Artikel veröffentlichte er von 1911 bis 1916 in den Zeitschriften Prawda und Nowa Gazeta.
Kurz vor dem Ausbruch des Ersten Weltkrieges schloss er sich dem Schützenverband „Strzelec“ an und wurde nach Warschau geschickt, um Freiwillige für die Polnischen Legionen zu rekrutieren. Im Oktober 1914 wurde er in Warschau von den zaristischen Behörden verhaftet, entkam aus dem Gefängnis und begab sich zu den Polnischen Legionen Piłsudskis und diente dort im Stab der I. Ulanenbrigade. Bei Stochód wurde er verwundet und nach Lemberg geschickt. Nach seiner Genesung wurde er 1916 im Rahmen der Polska Organizacja Wojskowa nach Warschau geschickt. Dort lehrte er von 1917 bis 1918 Literaturgeschichte an Gymnasien, bis er eingezogen wurde und im November 1918 an der weißrussischen Front kämpfte.
Nach dem Ersten Weltkrieg wurde er im September 1919 in den Polnischen Generalstab versetzt und war Leiter der Plebiszitabteilung für Teschener Schlesien, Zips und Orava. Zudem kämpfte er im Sommer 1920 im Polnisch-Sowjetischen Krieg. Anschließend wurde er im Dezember 1920 für Tätigkeiten in der Polska Organizacja Wojskowa nach Oberschlesien geschickt. Dort war er 1921 Mitorganisator des Dritten Schlesischen Aufstandes.
Von 1925 bis 1927 unternahm er Reisen über Paris nach Griechenland, in die Türkei, nach Palästina und Ägypten. Nach seiner Rückkehr nach Polen war er 1928 Mitbegründer der Zeitschrift Wiek XX und gab nach dessen Schließung die Monatsschrift Europa von 1929 bis 1930 heraus. Ab 1932 arbeitete er im Historischen Militärbüro (Wojskowe Biuro Historyczne). Daneben gab er von 1933 bis 1937 Vorlesung über zeitgenössische russische Literatur am Forschungsinstitut für Osteuropa in Vilnius. Mit der Zeitschrift Lewy Tor arbeitete er von 1935 bis 1936 zusammen. Am 27. August 1939 starb Baczyński an einem Herzleiden.
Stanisław Baczyński war der Vater des Dichters Krzysztof Kamil Baczyński. Der Sohn widmete ihm das Gedicht Elegia, geschrieben nach dem Tod des Vaters im August 1939. Seiner wird auch in anderen Versen des Dichters erinnert, u. a. in Rodzicom und Deszcze.

## Werke
- Walka o wolną szkołę jako kwestia społeczna, 1911
- Wiszary, 1913
- Miecz i korona. Myśl o duszy ludzkiej, 1916
- Historie o szczęściu i cnocie. Grecja – Rzym, 1917
- Jakiej chcemy armii?, 1917
- Kresy Wschodnie. Źródła i perspektywy sprawy rusińskiej w Galicji, 1917
- Wódz i naród. (Józef Piłsudski), 1917
- Adam Mickiewicz. Człowiek i poeta, 1918
- Juliusz Słowacki, 1918
- Literatura Polski porozbiorowej XIX i XX wieku, 1918–1919
- Zygmunt Krasiński, 1918
- Sztuka walcząca, 1923
- Literatura piękna Polski porozbiorowej (1794–1863), 1924
- Syty Praklet i głodny Prometeusz, 1924
- Losy romansu, 1927
- Nasi powieściopisarze. Charakterystyki literackie, 1928
- Prawo sądu, 1930
- Literatura w ZSRR, 1932
- Powieść kryminalna, 1932
- Rzeczywistość i fikcja, 1939
- Pisma krytyczne, herausgegeben von Andrzej Kijowski, 1963

## Übersetzungen
- Gilbert Keith Chesterton: Obrona niedorzeczności, pokory, romansu brukowego i innych rzeczy wzgardzonych, 1927
- Albert Gleizes: Posłannictwo twórcze człowieka w dziedzinie plastyki, 1927
- Nikolai Gogol: Portret, 1927